# Liste der Baudenkmäler in Bad Berneck im Fichtelgebirge
Auf dieser Seite sind die Baudenkmäler in der oberfränkischen Stadt Bad Berneck im Fichtelgebirge zusammengestellt. Diese Tabelle ist eine Teilliste der Liste der Baudenkmäler in Bayern. Grundlage ist die Bayerische Denkmalliste, die auf Basis des Bayerischen Denkmalschutzgesetzes vom 1. Oktober 1973 erstmals erstellt wurde und seither durch das Bayerische Landesamt für Denkmalpflege geführt wird. Die folgenden Angaben ersetzen nicht die rechtsverbindliche Auskunft der Denkmalschutzbehörde.
 Diese Liste gibt den Fortschreibungsstand vom 18. September 2014 wieder und enthält 55 Baudenkmäler.

## Baudenkmäler nach Gemeindeteilen

### Bad Berneck im Fichtelgebirge
| Lage                                                            | Objekt                                                                                               | Beschreibung | Akten-Nr.              | Bild                                           |
| --------------------------------------------------------------- | --- | --- | ---------------------- | ---------------------------------------------- |
| Bahnhofstraße 65 (Standort)                                     | Wappenrelief                                                                                         | Sandstein, bezeichnet „1738“ | D-4-72-116-1 Wikidata  | Wappenrelief                                   |
| Bahnhofstraße 67 (Standort)                                     | Wohnhaus                                                                                             | Zweigeschossiger Walmdachbau mit rustiziertem Erdgeschoss, erste Hälfte 19. Jahrhundert | D-4-72-116-2 Wikidata  | Wohnhaus                                       |
| Bahnhofstraße 71; Bahnhofstraße 73 (Standort)                   | Doppelwohnhaus                                                                                       | Zweigeschossiger Satteldachbau mit übergiebelten Seitenrisaliten in klassizistischen Formen, um 1870 | D-4-72-116-3 Wikidata  | Doppelwohnhaus                                 |
| Bahnhofstraße 77 (Standort)                                     | Ehemaliges Schulhaus, heute Rathaus                                                                  | Zweigeschossiger Sandsteinquaderbau mit Seitenpavillons, Lisenengliederung und Freitreppe, 1883 | D-4-72-116-4 Wikidata  | weitere Bilder                                 |
| Bahnhofstraße 81 (Standort)                                     | Wohnhaus                                                                                             | Zweigeschossiger Walmdachbau aus Sandsteinquadern, Portal, rückseitig Laubengang, bezeichnet „1784“ | D-4-72-116-5 Wikidata  | Wohnhaus                                       |
| Bahnhofstraße 98 (Standort)                                     | Wohnhaus                                                                                             | Dreigeschossiger, traufständiger Satteldachbau, Erd- und Obergeschoss bezeichnet „1758“, zweites Obergeschoss Ende 19. Jahrhundert | D-4-72-116-7 Wikidata  | BW                                             |
| Bahnhofstraße 122 (Standort)                                    | Villa                                                                                                | Zweigeschossiger Mansarddachbau in Jugendstilformen mit Ziergiebel und Eckturm, 1905 Gartenlaube, Holzkonstruktion mit Satteldach, 1905 Zugehörig Stützmauer mit schmiedeeisernem Zaun | D-4-72-116-55 Wikidata | Villa                                          |
| Bahnhofstraße 130 (Standort)                                    | Wohnhaus                                                                                             | Traufständiger, zweigeschossiger Satteldachbau, erste Hälfte 19. Jahrhundert | D-4-72-116-8 Wikidata  | Wohnhaus                                       |
| Eisenleite; Eisenleitenstraße; Pfarrer-Kneipp-Weg (Standort)    | Kriegerdenkmal                                                                                       | Runde Anlage mit sechs Granitstelen, 1927 | D-4-72-116-45 Wikidata | weitere Bilder                                 |
| Eisenleitenstraße 18 (Standort)                                 | Katholische Kapelle                                                                                  | Neugotische Satteldachbau mit eingezogenem Chor, 1904 | D-4-72-116-67 Wikidata | weitere Bilder                                 |
| Heinersreuther Weg 12; Mühlleite; An der Ölschnitz 3 (Standort) | Alte Kolonnade                                                                                       | Holzarchitektur mit Sandsteinboden, 1857 Gegenüber hölzerne Wandelhalle mit Musikbühne über gekurvtem Grundriss, 1899 Kiosk mit Zeltdach, um 1850 Im Bild die neue Kolonnade (hölzerne Wandelhalle). Die alte Kolonnade liegt am Hang gegenüber. Rechts neben der neuen Kolonnade steht der Kiosk. | D-4-72-116-31 Wikidata | weitere Bilder                                 |
| Hofer Straße 2 (Standort)                                       | Wohnhaus                                                                                             | Giebelständiger, zweigeschossiger Halbwalmdachbau, Obergeschoss und Giebel Fachwerk, um 1905 | D-4-72-116-9 Wikidata  | Wohnhaus                                       |
| Hofer Straße 3 (Standort)                                       | Wohnhaus, Nebengebäude des Gasthofes                                                                 | Zweigeschossiger Satteldachbau, im Obergeschoss geohrte Fensterrahmungen, 18. Jahrhundert | D-4-72-116-10 Wikidata | BW                                             |
| Hofer Straße 6 (Standort)                                       | Wohn- und Geschäftshaus                                                                              | Zweigeschossiges Halbwalmdachbau mit traufseitigem Ziergiebel, später Historismus, bezeichnet „1901“ | D-4-72-116-56 Wikidata | weitere Bilder                                 |
| Hofer Straße 29 (Standort)                                      | Sonnenuhr                                                                                            | Metall, bezeichnet „1825“ | D-4-72-116-12 Wikidata | Sonnenuhr                                      |
| Kirchenring (Standort)                                          | Wetterstation                                                                                        | Historistisch mit Kupferdach, bezeichnet „1898“ | D-4-72-116-62 Wikidata | Wetterstation                                  |
| Kirchenring 11 (Standort)                                       | Altes Pfarrhaus                                                                                      | Zweigeschossiger Walmdachbau, Eckquaderung, zweite Hälfte 17. Jahrhundert | D-4-72-116-15 Wikidata | weitere Bilder                                 |
| Kirchenring 17; Kirchenring 37 (Standort)                       | Evangelisch-lutherisches Dekanat                                                                     | Zweigeschossiger Walmdachbau aus Sandsteinquadern, Erdgeschoss mit geohrten Fenstergewänden 1692, Obergeschoss zweite Hälfte 18. Jahrhundert; Einfriedungsmauer sowie Treppe und Stützmauer, Sandstein und Bruchstein, 18./19. Jahrhundert                                                         | D-4-72-116-17 Wikidata | weitere Bilder                                 |
| Kirchenring 19 (Standort)                                       | Wohnhaus                                                                                             | Zweigeschossiger Walmdachbau mit Freitreppe, Sandsteinquader, erste Hälfte 19. Jahrhundert | D-4-72-116-18 Wikidata | Wohnhaus                                       |
| Kirchenring 21 (Standort)                                       | Relief mit Kreuztragung                                                                              | Sandstein, bezeichnet „1669“ | D-4-72-116-19 Wikidata | Relief mit Kreuztragung                        |
| Kirchenring 37 (Standort)                                       | Evangelisch-lutherische Pfarrkirche                                                                  | Klassizistischer Saalbau 1796–1800 von Carl Christian Riedel mit Walmdach, Westturm 1518 mit Haube und Laterne; mit Ausstattung; Kirchhofmauer aus Sandsteinquadern und Treppe, 17./18. Jahrhundert                                                                                                | D-4-72-116-13 Wikidata | weitere Bilder                                 |
| Kirchenring 39 (Standort)                                       | Ehemaliges Schul- und Kantoratshaus, heute Gemeindehaus der evangelisch-lutherischen Kirchengemeinde | Zweigeschossiger Halbwalmdachbau mit Freitreppe und Ecklisenen, bezeichnet „1822“ | D-4-72-116-20 Wikidata | weitere Bilder                                 |
| Kolonnadenweg 1 (Standort)                                      | Zwei Inschrifttafeln                                                                                 | Sandstein, bezeichnet „1635“ und „1754“ | D-4-72-116-21 Wikidata | weitere Bilder                                 |
| Maintalstraße 44 (Standort)                                     | Ehemaliges Kreiskrankenhaus                                                                          | Dreigeschossiger historisierender Walmdachbau mit Zwerchgiebeln, Backstein und Sandstein, Veranda, um 1890 | D-4-72-116-65 Wikidata | weitere Bilder                                 |
| Maintalstraße 133 (Standort)                                    | Brunnentrog                                                                                          | Bezeichnet „1806“ | D-4-72-139-41 Wikidata | BW                                             |
| Maintalstraße 139 (Standort)                                    | Villa Abendfrieden                                                                                   | Satteldachbau mit Zwerchgiebeln, Backstein mit Hausteingliederung, um 1895; Toreinfahrt, Backstein mit Sandstein, schmiedeeisernes Tor, um 1895. | D-4-72-116-63 Wikidata | BW                                             |
| Marktplatz 19 (Standort)                                        | Wohnhaus                                                                                             | Giebelständiger, zweigeschossiger Satteldachbau, Giebel Zierfachwerk, 18. Jahrhundert, Putzgliederung des Erdgeschosses Ende 19. Jahrhundert | D-4-72-116-24 Wikidata | Wohnhaus                                       |
| Marktplatz 21 (Standort)                                        | Wohnhaus                                                                                             | Giebelständiger, zweigeschossiger Satteldachbau, Fachwerkgiebel, 18. Jahrhundert | D-4-72-116-25 Wikidata | Wohnhaus                                       |
| Marktplatz 34 (Standort)                                        | Wohnhaus                                                                                             | Giebelständiger, zweigeschossiger Satteldachbau, Obergeschoss und Giebel Fachwerk, 18. Jahrhundert | D-4-72-116-26 Wikidata | weitere Bilder                                 |
| Marktplatz 38 (Standort)                                        | Wohnhaus                                                                                             | Dreigeschossiger, traufständiger Satteldachbau mit Gusseisenbalkonen, um 1860 | D-4-72-116-27 Wikidata | weitere Bilder                                 |
| Marktplatz 40 (Standort)                                        | Ehemaliges Amtsgericht                                                                               | Dreigeschossiger Satteldachbau aus Sandsteinquadern mit Freitreppe, ehemalige Remise, zweigeschossiger Walmdachbau aus Sandsteinquadern, 1865/66 | D-4-72-116-28 Wikidata | weitere Bilder                                 |
| Marktplatz 44 (Standort)                                        | Ehemalige Posthalterei, ehemaliges Stadtmuseum                                                       | Dreiflügeliger, zweigeschossiger Walmdachbau aus Sandsteinquadern, Arkadengang im Erdgeschoss, erste Hälfte 19. Jahrhundert | D-4-72-116-29 Wikidata | Ehemalige Posthalterei, ehemaliges Stadtmuseum |
| Nähe Kulmbacher Straße (Standort)                               | Wappenstein mit Kurhut                                                                               | Granit, 1785; in der Mauer integriert | D-4-72-116-59 Wikidata | BW                                             |
| Nähe Marktplatz (Standort)                                      | Springbrunnen mit Obelisk und Sonnenuhren                                                            | Granit, 1730 | D-4-72-116-30 Wikidata | Springbrunnen mit Obelisk und Sonnenuhren      |
| Rimlasgrund 2; Rimlasgrund 4 (Standort)                         | Wohnhaus                                                                                             | Traufständiger, zweigeschossiger Halbwalmdachbau, erste Hälfte 19. Jahrhundert, Keilstein, bezeichnet „1734“ | D-4-72-116-32 Wikidata | BW                                             |
| Rotherstraße 27 (Standort)                                      | Wohnhaus                                                                                             | Giebelständiger, eingeschossiger Satteldachbau mit Zierfachwerk, Ende 18. Jahrhundert | D-4-72-116-33 Wikidata | Wohnhaus                                       |
| Rotherstraße 33 (Standort)                                      | Eckhaus, heute Musikschule und Gastwirtschaft                                                        | Zweigeschossiger Satteldachbau mit Fachwerkobergeschoss, Ende 18. Jahrhundert | D-4-72-116-35 Wikidata | Eckhaus, heute Musikschule und Gastwirtschaft  |
| Rotherstraße 35 (Standort)                                      | Wohnhaus                                                                                             | Giebelständiger, zweigeschossiger Halbwalmdachbau, bezeichnet „1829“ | D-4-72-116-36 Wikidata | Wohnhaus                                       |
| Rotherstraße 50 (Standort)                                      | Wohnhaus                                                                                             | Traufständiger, zweigeschossiger Satteldachbau mit Fachwerkobergeschoss, 18. Jahrhundert | D-4-72-116-39 Wikidata | Wohnhaus                                       |
| Rotherstraße 52 (Standort)                                      | Wohn- und Geschäftshaus                                                                              | Zweigeschossiger, reich gegliederter Halbwalmdachbau, Turmerker mit Zwiebelhaube, Historismus, um 1900 | D-4-72-116-58 Wikidata | weitere Bilder                                 |
| Rotherstraße 57 (Standort)                                      | Städtisches Kurhaus                                                                                  | Zweigeschossiger Walm- und Satteldachbau mit Zierfachwerk und Dachreiter auf Granit- und Sandsteinsockel, Jugendstil, 1908/09 | D-4-72-116-41 Wikidata | weitere Bilder                                 |
| Rotherstraße 60 (Standort)                                      | Wohnhaus                                                                                             | Giebelständiger, zweigeschossiger Satteldachbau mit Fachwerkobergeschoss, bezeichnet „1749“, Fachwerk erste Hälfte 19. Jahrhundert | D-4-72-116-42 Wikidata | Wohnhaus                                       |
| Rotherstraße 62 (Standort)                                      | Eckhaus                                                                                              | Zweigeschossiges Wohn- und Geschäftshaus mit steilem Mansarddach, Haustein und Putzgliederungen, historistisch, um 1900 | D-4-72-116-57 Wikidata | weitere Bilder                                 |
| Schloßleite (Standort)                                          | Ruine der Marienkapelle                                                                              | Ehemaliges gewölbtes, querrechteckiges Langhaus mit eingezogenem Chor, Bruchstein mit Sandsteingewänden, bezeichnet „1480“ | D-4-72-116-48 Wikidata | weitere Bilder                                 |
| Schloßleite (Standort)                                          | Burgruine Altes Schloss, sogenannte Walpotenburg                                                     | Reste der Ringmauer und des Palas, Bruchsteinmauerwerk, um 1150 erbaut; Bergfried, quadratischer Bruchsteinturm mit Zeltdach und Dachreiter, 1818 Aufstockung und Einbau des Glockentürmchens vom ehemaligen Rathaus; am Turm Gedenktafel an Prinz Ludwig von Bayern, Granit, 1905                 | D-4-72-116-47 Wikidata | weitere Bilder                                 |
| Schloßleite (Standort)                                          | Unterstand                                                                                           | zu drei Seiten offener, dreijochiger Holzständerbau mit Pultdach und geschlossener Brüstung, Rückseite verbrettert, historistisch, um 1900 | D-4-72-116-68          | BW                                             |
| Schloßleite; An der Ölschnitz 3 (Standort)                      | Burgruine Hohenberneck                                                                               | Spätgotische Anlage mit zweigeschossigem, quadratischem Palas aus Bruchsteinmauerwerk mit Sandsteingewänden, 1478–91; Ringmauer mit Tor und Wappen, Turm und Bastionen, Bruchsteinmauerwerk, 1478–1491; Eckrondell, Bruchstein, 1478–1491                                                          | D-4-72-116-46 Wikidata | weitere Bilder                                 |

### Bärnreuth
| Lage                    | Objekt       | Beschreibung                                                     | Akten-Nr.              | Bild         |
| ----------------------- | ------------ | ---------------------------------------------------------------- | ---------------------- | ------------ |
| Bärnreuth 12 (Standort) | Wappenrelief | Sandstein, bezeichnet „1691“, in Türrahmung von 1910 eingelassen | D-4-72-116-50 Wikidata | Wappenrelief |

### Escherlich
| Lage                      | Objekt        | Beschreibung                                                                                          | Akten-Nr.              | Bild |
| ------------------------- | ------------- | --- | ---------------------- | ---- |
| Steinbühlweg 4 (Standort) | Wohnstallhaus | Eingeschossiger Satteldachbau, Sandstein, erste Hälfte 19. Jahrhundert, Zwerchhaus, bezeichnet „1893“ | D-4-72-116-60 Wikidata | BW   |

### Falkenhaus
| Lage                     | Objekt                             | Beschreibung | Akten-Nr.              | Bild                               |
| ------------------------ | ---------------------------------- | --- | ---------------------- | ---------------------------------- |
| Falkenhaus 16 (Standort) | Ehemaliges Jagdschloss Falkenhaube | Zweigeschossiger Walmdachbau mit Eckpavillons, Sandsteinsockel, 1722 wohl von Johann David Räntz; zugehörige Nebengebäude | D-4-72-116-51 Wikidata | Ehemaliges Jagdschloss Falkenhaube |

### Goldmühl
| Lage                     | Objekt              | Beschreibung | Akten-Nr.              | Bild |
| ------------------------ | ------------------- | --- | ---------------------- | ---- |
| Lindenplatz 5 (Standort) | Ehemalige Goldmühle | Zweigeschossiger Walmdachbau mit Ecklisenen und Fensterschürzen, Sandsteinquader, bezeichnet „1769“, errichtet auf dem Erdgeschoss der alten Mühle, 17. Jahrhundert | D-4-72-116-52 Wikidata | BW   |

### Gothendorf
| Lage                  | Objekt               | Beschreibung | Akten-Nr.              | Bild                 |
| --------------------- | -------------------- | --- | ---------------------- | -------------------- |
| Wolfenberg (Standort) | Prinz-Rupprecht-Turm | Dreigeschossig mit Altane und Zeltdach, verbretterte Holzkonstruktion, Bruchsteinsockel mit Sandsteinportal, 1901 | D-4-72-116-64 Wikidata | Prinz-Rupprecht-Turm |

### Hohenknoden
| Lage                         | Objekt                 | Beschreibung                                                                                        | Akten-Nr.              | Bild |
| ---------------------------- | ---------------------- | --------------------------------------------------------------------------------------------------- | ---------------------- | ---- |
| Kreisstraße BT 48 (Standort) | Kilometerstein der B 2 | Mit Angabe der Entfernung nach Bad Berneck und Münchberg, Sandstein, erstes Viertel 20. Jahrhundert | D-4-72-116-66 Wikidata | BW   |

### Nenntmannsreuth
| Lage                         | Objekt        | Beschreibung                                   | Akten-Nr.              | Bild |
| ---------------------------- | ------------- | ---------------------------------------------- | ---------------------- | ---- |
| Nenntmannsreuth 8 (Standort) | Wohnstallhaus | Eingeschossiger Satteldachbau, 18. Jahrhundert | D-4-72-116-61 Wikidata | BW   |

### Wasserknoden
| Lage                       | Objekt        | Beschreibung                                                                                             | Akten-Nr.              | Bild          |
| -------------------------- | ------------- | --- | ---------------------- | ------------- |
| Wasserknoden 28 (Standort) | Wohnstallhaus | Zweigeschossiger Halbwalmdachbau über den Resten der abgegangenen Burg Wasserknoden, 16./17. Jahrhundert | D-4-72-116-53 Wikidata | Wohnstallhaus |
| Wasserknoden 30 (Standort) | Wohnstallhaus | Zweigeschossiger Walmdachbau, Gurtgesims, um 1830                                                        | D-4-72-116-54 Wikidata | BW            |